# Belges
Pour les articles homonymes, voir Belge.
Cet article concerne le peuple de l'Antiquité. Pour les citoyens et les natifs du royaume de Belgique, voir Belges (nationalité).

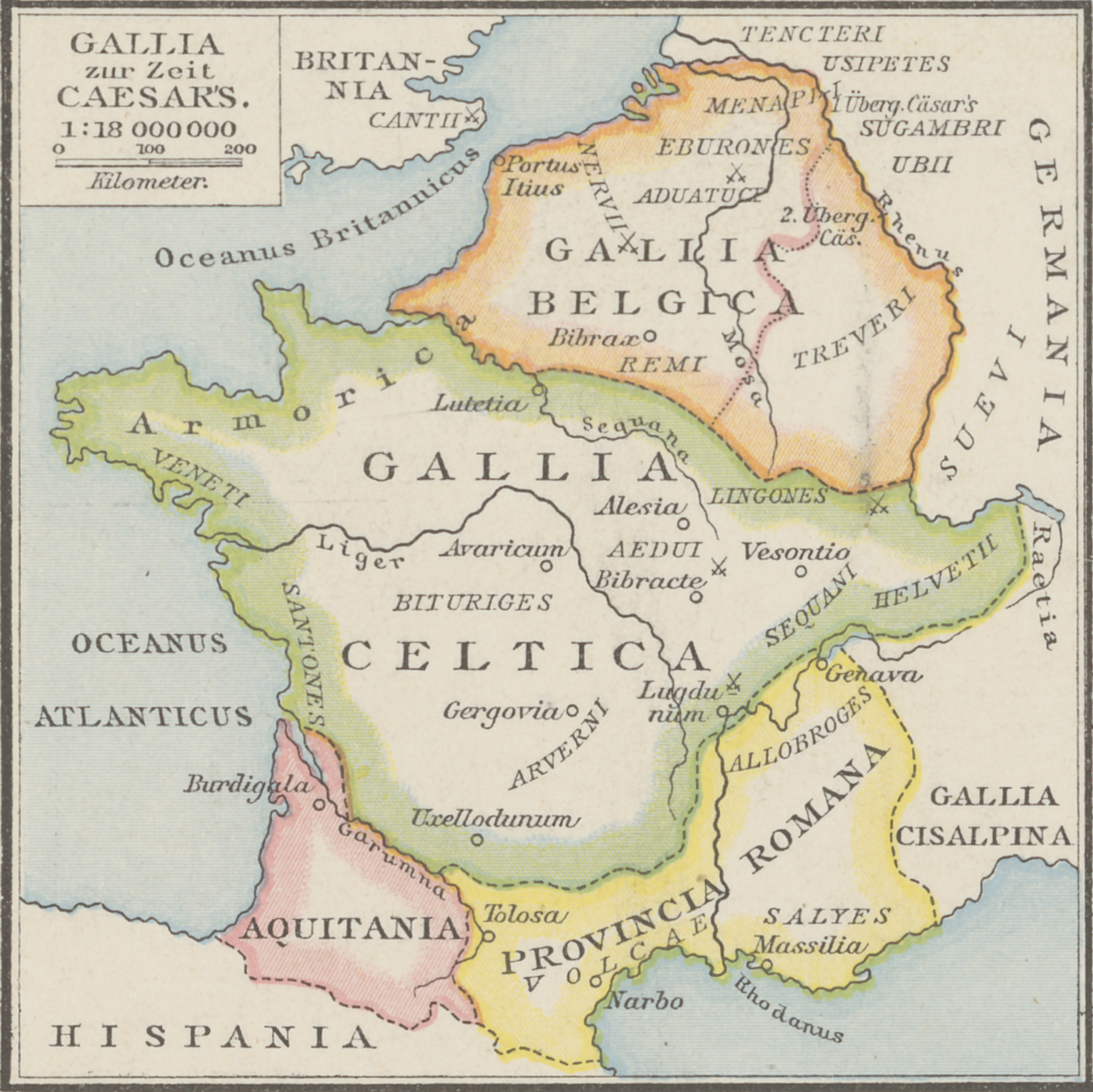
Carte de la Gaule avant la guerre des Gaules selon Gustav Droysen d'après les peuples définis par Jules César. Le territoire des Belges est entouré d'orange.

Les Belges (en latin Belgae, singulier inusité Belga) sont un groupe de populations antiques qui occupaient la Gaule septentrionale, entre la Manche et la rive gauche du Rhin, au nord de la Seine, au moins depuis le IIIe siècle av. J.-C. Ils ont également colonisé des territoires sur l'île de Bretagne (ou Bretagne insulaire) et en Irlande. Sous l'Empire romain, ils donnent leur nom à la province de Gaule belgique qui recoupe en partie leur territoire. 
Les noms de Belgae (Belges) et Belgica (Belgique) sont ensuite employés en latin médiéval et moderne pour désigner les anciens Pays-Bas, tels que la Belgica Foederata pour les sept provinces qui s'émancipèrent des Pays-Bas espagnols en 1581 en formant les Provinces-Unies (qui devinrent grosso modo les Pays-Bas actuels), ou encore la Belgica Regia, désignant les provinces du sud qui restèrent sous le joug des Habsbourg d'Espagne et qui finirent par former le Royaume de Belgique que l'on connait de nos jours.
Aujourd'hui, les Belges désignent les habitants de la Belgique, état indépendant depuis le 4 octobre 1830.

## Étymologie

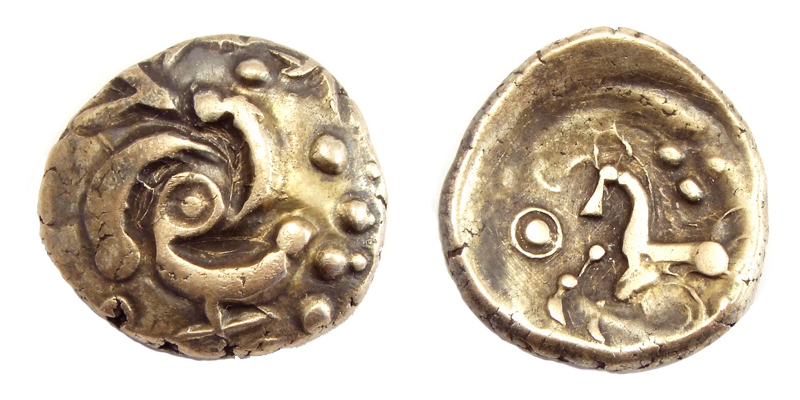
Statère en or des Éburons : triskèle surmonté d'une croisette et au revers, cheval celtisé et roue de char, évocation de l’attelage figurant sur les monnaies de Philippe II (roi de Macédoine).

Le mot belge serait issu du celtique *bhelgh « se gonfler, être furieux » (voir le gaulois *bulga « sac de cuir » et le vieil irlandais bolg « soufflet, ventre »). Il faudrait le comprendre soit comme « les furieux », « les belliqueux », « les belligérants », soit comme « les fiers, les vantards, ceux qui se gonflent comme une outre »,. Le celtique *bhelgh dérive de la racine indo-européenne *bhel- « gonfler », « bomber » (angl. bulge « bosse » apparenté à bulle). Les Fir Bolg (ou Fîr Bholg), dans la mythologie celtique irlandaise, sont un peuple de guerriers et d'artisans, troisièmes envahisseurs de l'Irlande, dont le nom signifie « hommes-sacs » ou  « hommes-foudre ». Ils sont avant tout doués pour les arts du feu et de la forge. 
Il existe un autre type de racines indo-européennes *bh(e)legh « briller, enflammer » ou *bhel « brillant, luisant, blanc » qui peuvent expliquer le nom de fédérations de peuplades, nommées en latin classique Belgae. La dévotion liée au dieu Bel ou Belenos semblerait attester de cette autre étymologie. Bavay, ancienne capitale de la Belgique Celtique aurait eu en son centre une statue dévolue au dieu Bel. Les monts sommets Belchen présents dans les Vosges et en Forêt-Noire, souvent placés sous le patronage du dieu celte Belenos, pourraient être le lieu d'attachement des ancêtres migrants. Ce dieu solaire organisateur et rassembleur, correspondant dans le ciel au dieu du peuple et de la guerre sur la terre, ainsi que les sommets massifs et arrondis qui, depuis le XVIIIe, sont dénommés ballons en français, possèderaient une racine commune avec le nom ethnique ou fédérateur. Les Belges sont nés sur les bords du Rhin, comme le rappellent leurs multiples légendes.
Il est à noter que le terme balkan ou balkô est aussi un mot proto-germanique désignant une crête, une chaîne ou une arête qu'on retrouvait dans le norrois balkr, le vieux haut-allemand balcho et le vieil anglais balca ayant produit balk (obstacle, entrave, bloc) en anglais moderne, tous ultimement du proto-indo-européen *bhelg. « Belges » pourrait donc être un exonyme des Germains cisrhénans pour désigner les Gaulois habitant le nord de la Gaule transalpine.
Belges ou Belgis est aussi le nom encore cité au Moyen Âge par certains chroniqueurs (ex : Jacques de Guyse) d'une ville de la province de Hainaut, qui pourrait être devenue Bavay selon la plupart des chroniqueurs de l'époque ; Jacques de Guyse, après d'autres, attribue à cette ville une fondation ensuite considérée comme mythique par Bavo, prince de Phrygie et cousin de Priam qui aurait abouti dans le territoire de l'ancienne Gaule belgique avec une partie de son armée, après la guerre de Troie (épisode rapidement considéré par de nombreux auteurs comme une fable, qui aurait par exemple pu être copiée par Lucius au XIIIe siècle, peut-être dans un roman latin du XIIe siècle).

## Histoire

### Origines

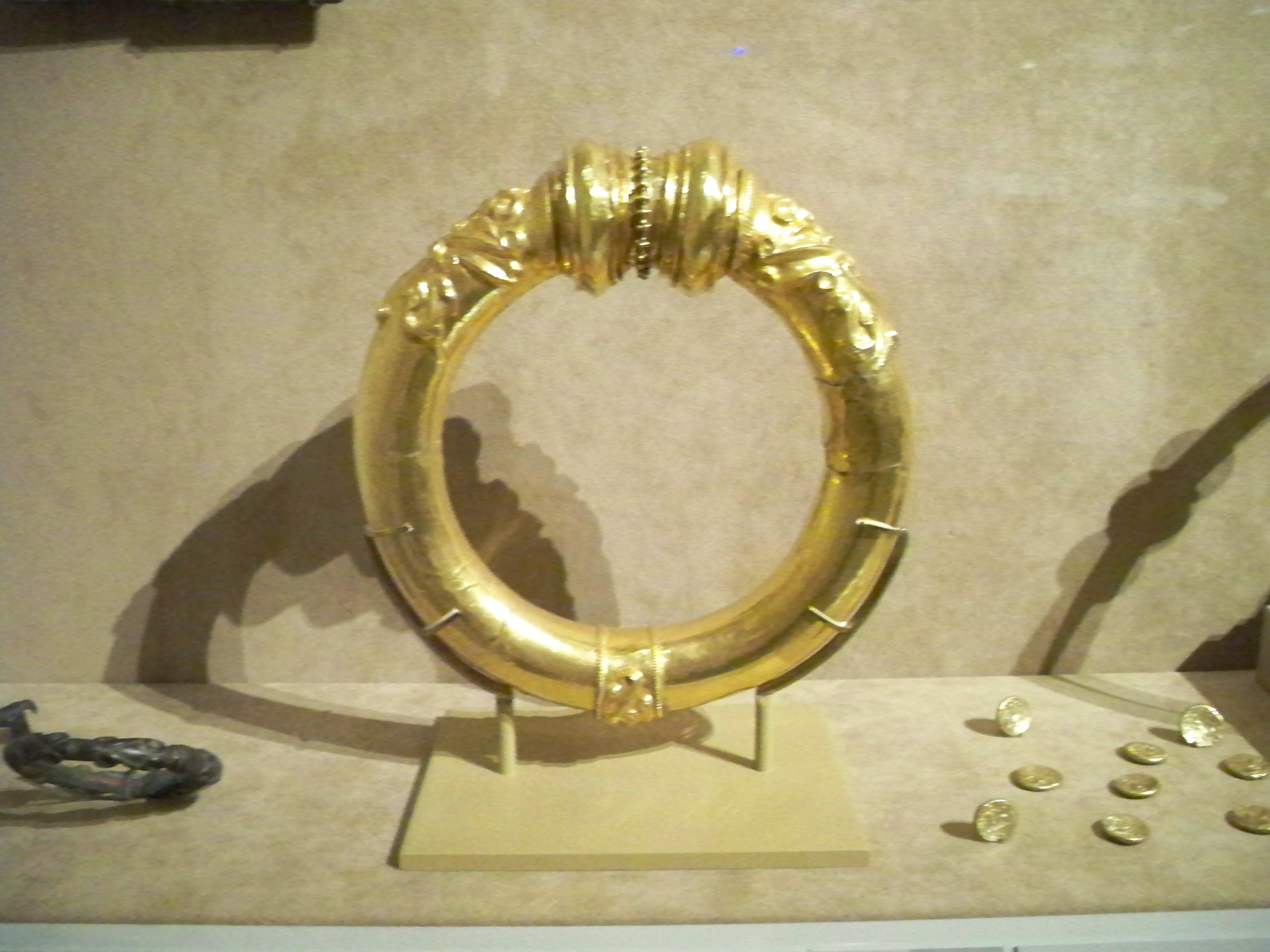
Trésor de Frasnes-lez-Buissenal, Metropolitan Museum of Art, New York.

Longtemps les Belgae furent considérés comme un peuple gaulois, ou comme un peuple germanique dominé par une aristocratie gauloise (hypothèse suggérée par le fait que les noms des rois belges sont d'origine celtique, ainsi que les toponymes anciens et non pas germaniques). Des analyses plus précises[réf. nécessaire] des noms de leurs nations, de leurs chefs et de leurs dieux amènent à ces diverses hypothèses :
certaines nations seraient authentiquement gauloises (comme les Remi, les Bellovaci, les Morins ou encore les Atrébates)[réf. nécessaire]; d'autres montreraient des caractères germaniques (Nervii, Aduatuci, Condruses, Menapi, Treveri…) selon César,  certains auteurs suggèrent un troisième groupe, avec des affinités italiques (Pémanes, Menapi…)[réf. nécessaire]. Au IIIe siècle av. J.-C., on peut identifier une série de pièces d’origine orientale caractéristiques du milieu danubien pour les populations celtes du « groupe de la Haine » (pièces métalliques découvertes à Leval-Trahegnies et à Solre-sur-Sambre). Des études génétiques récentes portent sur les haplogroupes R-P312-3/R-U152 et R-P312-4/R-L21. Ces études permettent de mieux comprendre les relations spatio-temporelles, les processus de diffusion et les associations avec un certain nombre de groupes de populations voisines.

### Les premiers Celtes

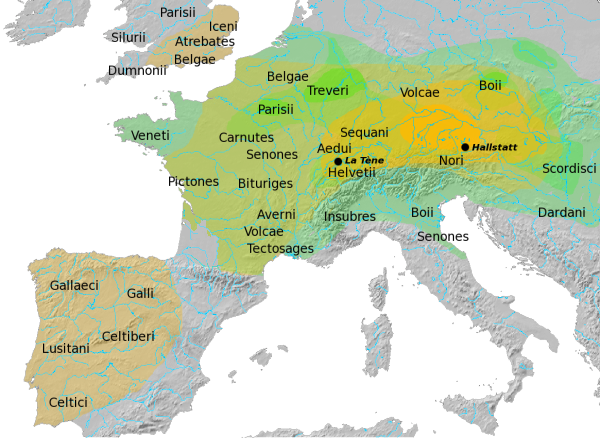
Civilisation de La Tène d'après.

En 500 av. J.-C., habitée par des Celtes, la province Belgica subit les influences de la Tène et commerce avec le monde méditerranéen. L'Ardenne constitue un des nouveaux centres de la civilisation celtique au Ve siècle. Au cours de la période de La Tène (450 av. J.-C. jusqu'à la conquête romaine), le territoire de l'Europe celtique s'est étendu par diffusionnisme ou migration vers les régions suivantes : îles britanniques (Celtes insulaires), moitié-ouest de la France (Gaulois-Transalpins et Aquitains), Grand Sud-Est français (Celto-Ligures), Benelux (Belges), sud de la Plaine du Pô (Gaulois-Cisalpins), Péninsule Ibérique (Celtibères, Lusitaniens et Gallaeci), Péninsule-Cimbrienne et Frise, Pannonie (Scordiques), centre de l'Anatolie (Galates de la Grande expédition). On estime que les Belges, venant de la moyenne vallée du Rhin et de la rive droite au nord du Main, sont arrivés dans le nord de la Gaule vers -300 . Ils y ont supplanté des Gaulois. En 270 av. J.-C. environ, lors d'une des plus grandes batailles de la Gaule celtique, les Belges du Nord de la Gaule ou Germains cisrhénans se sont affrontés victorieusement aux Armoricains ou Gaulois belges pendant l'été sur le site de Ribemont-sur-Ancre. Ceci a été déduit d'une part de l'étude des pièces de monnaie trouvées sur le site, d'autre part de l'étude des pollens,,. Les Belges du nord, vainqueurs deviendront les Ambiens en se mêlant aux Gaulois dont certains ont été refoulés en Armorique, entre Lisieux et le Mans. À partir du IIe siècle av. J.-C., des oppidums furent fondés : L'Étoile, La Chaussée-Tirancourt, Méricourt-sur-Somme, etc. Les diverses nations vivant sur ces territoires à cette époque étaient les Éburons, les Aduatuques, les Rèmes, les Nerviens, les Véromanduens, les Suessions, les Ménapiens, les Morins et les Trévires. Jules César mentionne que les Belges ont résisté aux incursions des Cimbres à la fin du IIe siècle av. J.-C.. Les Aduatuques seraient les restes d'un groupe de 6000 guerriers Cimbres et leurs familles (environ 15 000 personnes) qui sont restés dans le nord de la Gaule, après avoir été vaincus par l'armée romaine.
César, dans la Guerre des Gaules décrit ainsi les populations habitant la Gaule :
« Gallia est omnis divisa in partes tres, quarum unam incolunt Belgae, aliam Aquitani, tertiam qui ipsorum lingua Celtae, nostra Galli appellantur. Hi omnes lingua, institutis, legibus inter se differunt. »
« La Gaule tout entière est divisée en trois parties : les Belges habitent l'une, les Aquitains l'autre et ceux qui s'appellent Celtes dans leur propre langue et que nous appelons Gaulois dans la nôtre occupent la troisième. Ces nations diffèrent par le langage, les institutions et les lois. »
Il poursuit en précisant, dans son célèbre « éloge » du peuple belge, que les Belges sont les plus braves parmi ces trois peuples car les plus éloignés de la culture et de la civilisation de Rome. Il explique aussi que les Belges descendent de population ayant traversé le Rhin longtemps auparavant. Selon lui, les Belges avaient acquis une rude réputation en combattant les Germains. L'archéologie moderne pourtant contredit César : les Belges n'étaient nullement retardés, ils ont même introduit les premières pièces de monnaie en (Grande) Bretagne. Et c'est chez les Trévires qu'apparaît la première moissonneuse connue à travers l'histoire (poussée par un bœuf ou un âne, c'est une caisse sur roues munie de dents à  l'avant qui arrache les épis qui tombent dans une caisse[réf. non conforme].

### Localisation

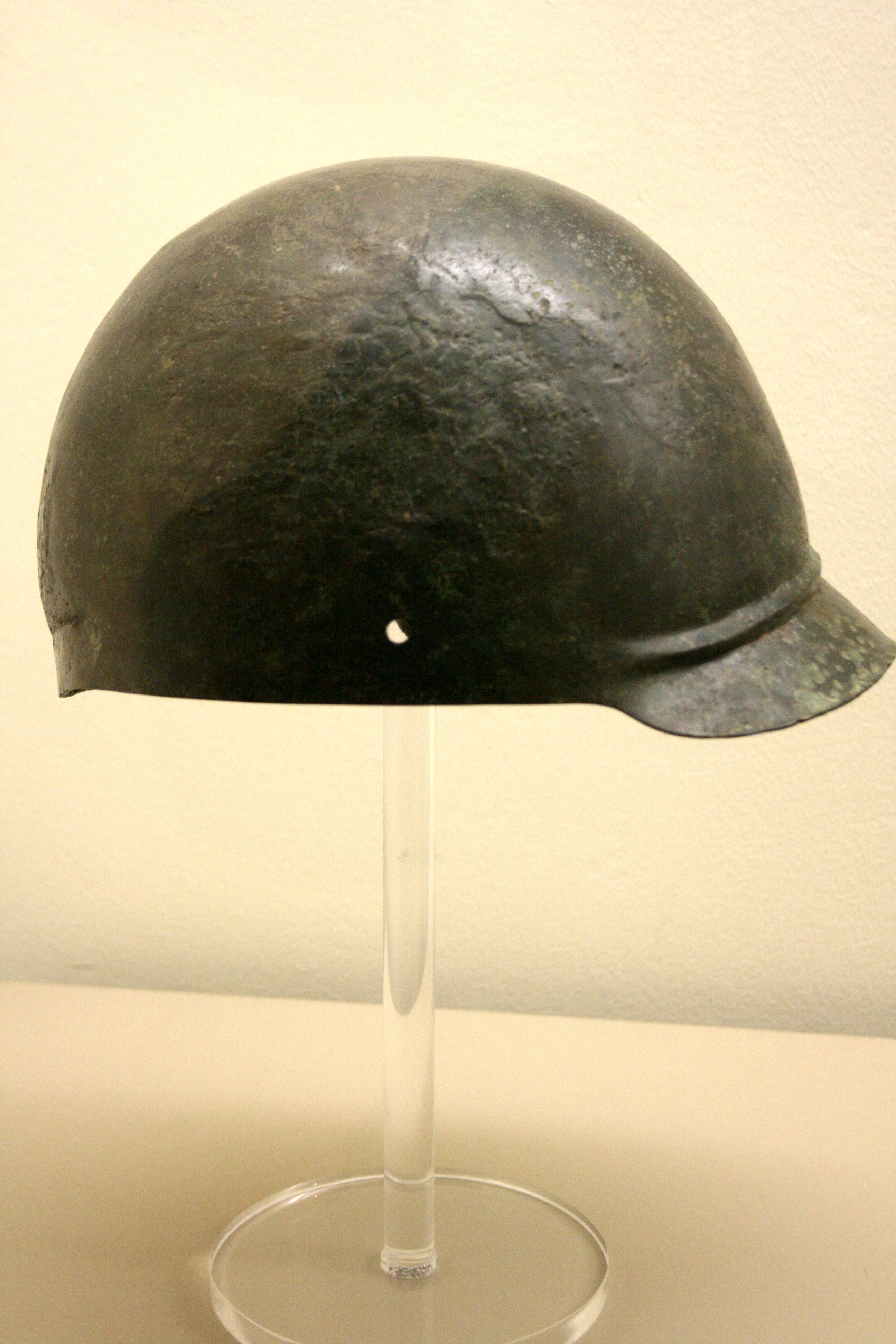
Casque gaulois en bronze de type Coolus-Manheim provenant de la région de Tongres. Musée du Cinquantenaire, Bruxelles (Belgique).

Par ailleurs, selon Strabon, leurs territoires se situaient entre le Rhin et la Loire et selon Jules César ils sont séparés des Celtes ou Gaulois par la Marne et la Seine, délimitation quelque peu arbitraire de César puisqu'il connaissait très peu les peuples du nord-ouest de la Gaule, ayant principalement délégué ses légats pour soumettre les peuples d'Armorique. Ainsi, les nations belges des Morins et des Ménapiens sont alliées à d'autres du littoral dont les Osismes et les Lexoviens lors de la campagne maritime romaine contre les Vénètes. César signale aussi que ce seraient des Belges qui occupaient à l'époque de la Guerre des Gaules les territoires maritimes de la Bretagne insulaire, ce que semble confirmer Dion Cassius en mentionnant toutefois : « Les Belges, qui habitaient à proximité du Rhin dans de nombreuses nations mixtes et s'étendaient jusqu'à l'Océan en face de la (Grande) Bretagne ». Zosime et Procope font des Armoricains (Arboriques) les habitants des territoires belges qui ont pour voisins des Francs qui tentent régulièrement de guerroyer contre eux sans succès et finirent ainsi par s'introduire pacifiquement parmi eux. Il apparait alors que la dénomination des 'Belges' ne s'appliquera dorénavant (vers 220 apr. J.-C.) qu'à l'ensemble des Germains cisrhénans (ce dernier attribut n'est d'ailleurs plus mentionné) occupant les Germanies supérieure et inférieure et les côtes normandes (Côte saxonne) jusqu'à l'Atlantique (Océan), ce que Eutrope relève également. Une mention de Strabon (Géographie livre IV, 1) nous informe que les Belges et d'autres peuples (Germains, Armoricains ?) occupaient les contrées maritimes au nord de la Garonne : « Ainsi dans le principe, tandis que le nom d'Aquitains s'appliquait aux peuples qui occupent, avec la partie septentrionale du mont Pyréné, tout le versant du Cemmène (Massif Central) en deçà du fleuve Garounas et jusqu'aux bords de l'Océan, le nom de Celtes désignait ceux qui s'étendent à l'opposé, d'un côté, jusqu'à la mer de Massalia et de Narbonne, et, de l'autre, jusqu'aux premières pentes des Alpes, et le nom de Belges comprenait, avec le reste des peuples habitant le long de l'Océan jusqu'aux bouches du Rhin, une partie de ceux qui bordent le Rhin et [la haute chaîne] des Alpes. »
Certains Belges semblent ensuite avoir migré vers les Balkans : on les signale en Bulgarie en -298, ils traversent l'Illyrie et attaquent la Macédoine (-260) et sont défaits par Attale Ier. Des éléments belges s'intègrent par la suite avec les Galates.

### Les Belges de Bretagne et d'Irlande

Les Belges en Bretagne avaient pour capitale Venta Belgarum aujourd'hui Winchester.

Les mouvements de population du IIIe siècle av. J.-C. ont probablement des conséquences dans le peuplement des Îles Britanniques. L'archéologie démontre des liens entre les objets situés dans la région champenoise et les régions de l'Irlande. Les décors et symboles exploités correspondent à ceux attribués dans la première partie du IIIe siècle av. J.-C. à la culture de La Tène. La nature exacte de l'impact du peuplement belge est méconnue, cependant leur lien avec les groupes militaires mobiles est confirmé en Grande-Bretagne, notamment dans les pratiques et rituels identifiés dans un dépôt fluvial de la Tamise.
Une partie des peuples belgae entament une migration vers les îles Britanniques dès les années 200 av. J.C. et s’y installent durablement. César écrit au sujet de la Bretagne : « La partie maritime est occupée par des peuplades que l'appât du butin et la guerre ont fait sortir de la Belgique ; elles ont presque toutes conservé les noms des pays dont elles étaient originaires, quand, les armes à la main, elles vinrent s'établir dans la Bretagne, et en cultiver le sol » (Guerre des Gaules, V, 12). Le lien continuera d’exister entre ces « deux » peuples belgae : le roi Commios, fuyant les Romains, se réfugie en Bretagne chez les Belgae bretons. Les Fir Bolg (ou Fîr Bholg), dans la mythologie celtique irlandaise, sont un peuple de guerriers et d'artisans, ayant constitué la troisième vague d'envahisseurs de l'Irlande. Les Ménapiens marins étaient des commerçants. Ils ont quelquefois été qualifiés de "Phéniciens du Nord". Ils disposaient aussi d'une flotte conséquente issue de techniques équivalentes (construction en chêne) à celles de leurs alliés Vénètes leur permettant d'établir des colonies commerciales jusqu'en mer d'Irlande et en Écosse (dont Menapia mentionné par Ptolémée dans le sud-est de l'Irlande). La nation des Ménapiens est la seule nation celtique connue qui soit spécifiquement nommée sur la carte de Ptolémée en Irlande, où elle a implanté sa première colonie - Menapia - sur la côte de Leinster vers 216 av. J.C.. Ils s'installèrent plus tard autour du Lough Erne et devinrent connus sous le nom de Fir Manach et donnèrent leur nom à Fermanagh et à Monaghan.[réf. nécessaire]

### La conquête romaine
En -57, Jules César, ayant appris que les Belges ont conclu une alliance contre Rome, se dirige vers leur territoire à la tête de huit légions. L'armée belge s'unit sous la direction d'un certain Galba (ou Adra selon Dion Cassius), roi des Suessions, qui est rejoint par quelques troupes germaines. César fournit une liste détaillée des peuples ayant pris part à cette coalition, pour un total de 306 000 guerriers selon lui, répartis comme suit : les Bellovaques (60 000), les Suessions (50 000), les Nerviens (50 000), les Morins (25 000), les Aduatuques (19 000), les Atrébates (15 000), les Ambiens (10 000), les Calètes (10 000), les Véliocasses (10 000), les Viromanduens (10 000), les Ménapiens (9 000), en plus de 40 000 Germains (les Condruses, Éburons, Caeroesi et Pémanes), nombres à prendre avec précautions. Les Rèmes s'allient à César, qui installe son camp sur l'Aisne. La première confrontation a lieu le long de ce cours d'eau et s'achève par la retraite des Belges (bataille de l'Aisne). César assiège alors l'oppidum des Suessions, qui se soumettent finalement sans combattre. Les Bellovaques et les Ambiens font de même. Les Nerviens, les Atrébates, les Viromanduens et les Aduatuques forment alors une nouvelle coalition contre les Romains, mais César les défait lors de la bataille du Sabis. Les Aduatuques sont soumis peu après. Au terme de cette campagne, la Belgique est conquise. À la fin de l'été -56, César attaque les Morins et les Ménapiens. Il ravage leur terre, mais ne peut les soumettre. En -55, ses légats soumettent enfin Morins et Ménapiens et les légions romaines hivernent en Gaule belgique.
La province romaine de Gallia Belgica du début de la période impériale correspondait pratiquement à l'ensemble des cités de l'ancienne fédération belge, c'est-à-dire les territoires sis entre le Rhin et la Seine, qu'il ne faut pas confondre avec le territoire auquel César donnait le nom de Belgium, partie de la Gaule belgique située entre l'Oise et l'Escaut. Au départ, la capitale de la grande province est Durocortorum (Reims) puis, à une date indéterminée (mais probablement pas avant la fin du Haut-Empire), la capitale est transférée à Augusta Treverorum (Trèves).

## Langue

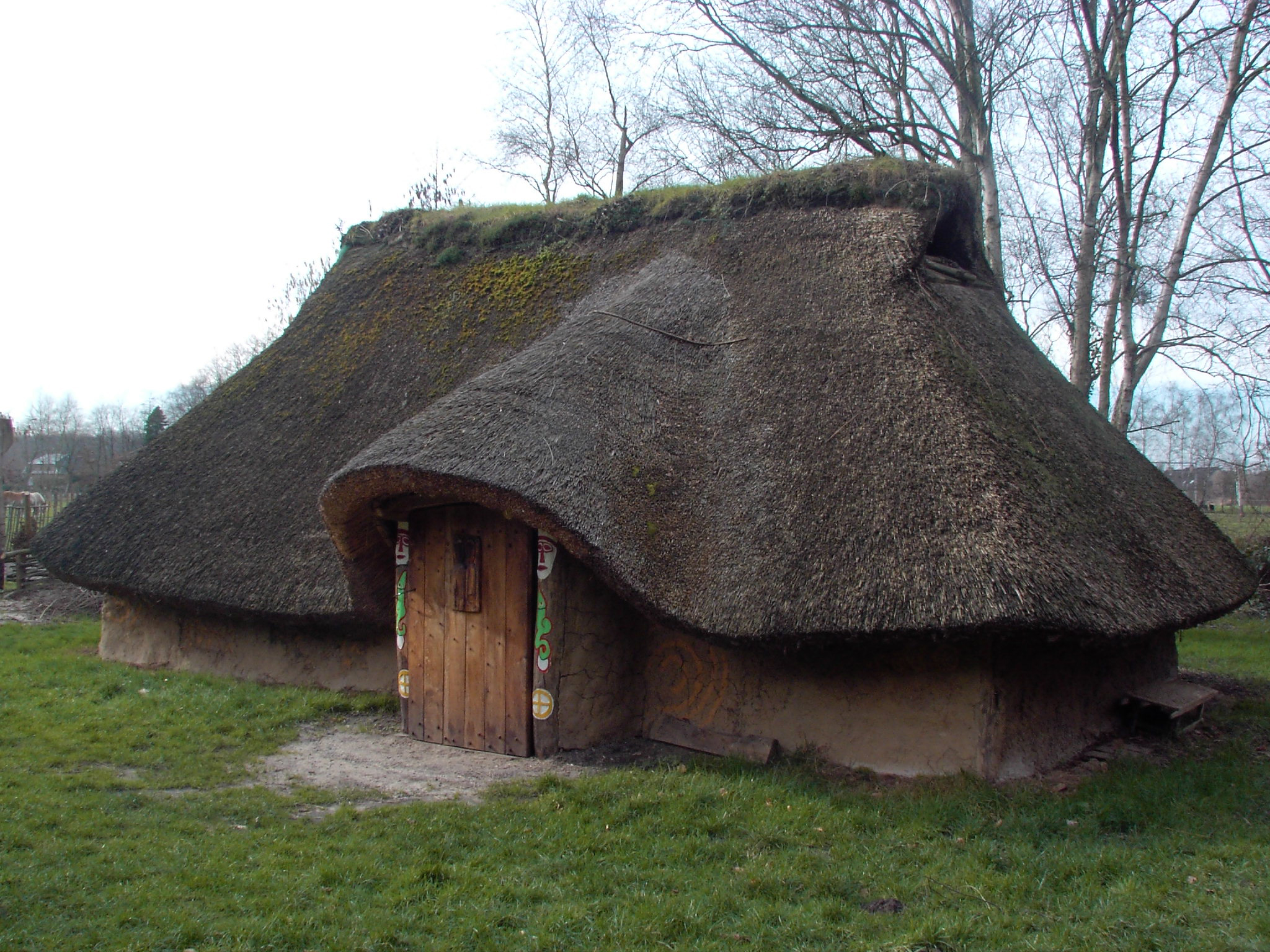
Reconstitution d'un habitat ménapien à Destelbergen (Belgique).

La nature de la langue (ou des langues) parlée(s) par les Belges est incertaine, étant donné qu'ils n'ont pas laissé d'écrit. Les hypothèses dans ce domaine se fondent principalement sur les témoignages des auteurs antiques ; sur l'étude des noms propres de leurs nations, de leurs aristocrates et de leurs dieux, cités dans les textes antiques ; ainsi que sur l'analyse de la toponymie de la région qu'ils occupaient.
Une grande partie de l'onomastique de la Gaule belgique s'explique par le gaulois. Il existe cependant un certain nombre de termes qui s'expliquent dans le cadre de la linguistique comparée des langues indo-européennes, mais présentent une phonétique distincte à la fois de celles des langues celtiques et des langues germaniques. Sur cette base, ainsi que sur l'affirmation de Jules César que les Belges différaient des Gaulois par la langue, certains spécialistes, tels Maurits Gysseling, Hans Kuhn, Rolf Hachmann et Wolfgang Meid, postulent l'existence ancienne d'une langue belge spécifique, rattachée à la famille des langues indo-européennes, mais distincte à la fois du celtique et du germanique, et entretenant peut-être des rapports particuliers avec les langues italiques. Cette hypothèse se rattache à l'existence supposée d'un ancien peuple appelé « bloc du Nord-Ouest » et situé entre Celtes et Germains, correspondant en archéologie à la culture d'Hilversum. Dans cette hypothèse, l'onomastique de type gaulois de Gaule belgique s'expliquerait par la celtisation de ses élites,.
Enfin, Bernard Sergent distingue parmi les Belges à la fois des Celtes (Atrébates, Bellovaques, Morins, Rèmes, Trévires), des Germains celtisés (Aduatuques, Condruses, Nerviens) et des peuples appartenant au « bloc du nord-ouest » de Kuhn (Pémanes, Ménapiens, Sunuques).

## Religion

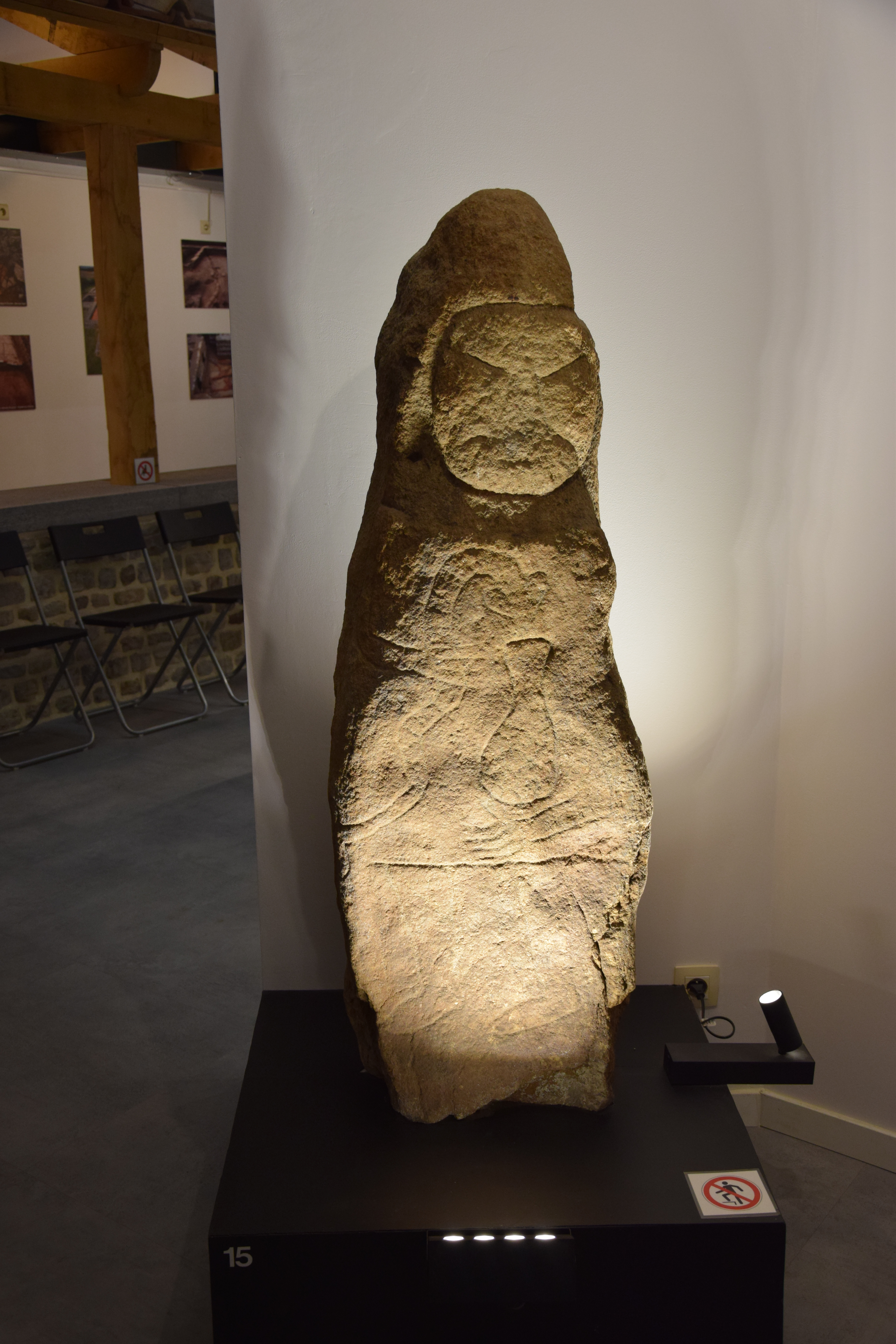
Ivérix, en dépôt au musée du Malgré-Tout à Treignes.

Les découvertes du sanctuaire de Ribemont-sur-Ancre (Somme) dans les années 1960 et de Gournay-sur-Aronde (Oise) a permis de connaître plus précisément des rites sacralisant les espaces naturels autour d'enclos sacrés. Le Menhir de Macquenoise, pierre polie et sculptée préservée au Musée archéologique de Charleroi, représentant l’effigie du dieu Iverix, roi If, est le seul menhir anthropomorphe de Wallonie. Un dépôt humain situé à Blicquy et daté au 14C entre 200 av. J.-C. et 50 av. J.-C., évoque les pratiques rituelles celtiques. Un ex-voto de la déesse Viradectis a été retrouvé à Strée-lez-Huy.

## Listes des peuples belges
- Atrébates
- Aduatuques
- Ambiens
- Bellovaques
- Calètes
- Condruses
- Éburons
- Ménapiens
- Morins
- Nerviens
- Sègnes
- Taxandres
- Véliocasses
- Viromanduens

César nomme les nations belges suivantes :
| Nations belges de Gaule belgique                                                                                      | Nations belges parfois décrites comme hors de la Gaule belgique                                                 | Germani Cisrhenani, situés au nord-est, parfois qualifiés de Belges, parfois opposés aux Belges                             | Nations au sud-est pas qualifiées de Belges, mais faisant partie de la province romaine de Gaule belgique                                                                       |
| --- | --- | --- | --- |
| -Ambiens -Atrébates -Bellovaques -Suessions -Viromanduens Sud-ouest: peut-être pas en "Belgique": -Caleti -Veliocassi | Nord-ouest considérées comme éloignées par les Romains : -Menapii -Morini -Nervii Au sud, alliés de Rome: -Remi | -Caerosi -Condruses -Eburones -Pémanes -Segni Descendants des Cimbres, vivant à proximité des Germani Cisrhenani: -Atuatuci | Peut-être Belges, ultérieurement dans la Belgica Prima: -Treveri -Leuci -Médiomatriques Non Belges, ultérieurement en Germania Superior: -Lingons -Séquanes -Rauricii -Helvetii |